# Cheritra frigga
Cheritra frigga är en fjärilsart som beskrevs av Hans Fruhstorfer 1912. Cheritra frigga ingår i släktet Cheritra och familjen juvelvingar. Inga underarter finns listade i Catalogue of Life.